# Bacteriorrodopsina
La bacteriorrodopsina es una proteína característica de las Archaea, principalmente Halobacteria. Actúa como bomba de protones, usa la energía de la luz para transportar protones contra gradiente al medio extracelular a través de la membrana celular. El gradiente protónico que resulta se convierte posteriormente en energía química mediante la ATP sintasa.
La bacteriorrodopsina es una proteína transmembrana encontrada generalmente formando parches paracristalinos bidimensionales de color púrpura, que pueden ocupar hasta casi el 50% del área superficial de la célula de la arquea. La celda elemental de la red hexagonal se compone de tres cadenas idénticas de proteína, cada una rotada 120 grados con respecto a las otras. Cada cadena está compuesta de siete hélices alfa transmembrana y una molécula retiniana localizada en su interior, unida covalentemente a la Lys-216, la estructura típica de las proteínas retinianas.

Cambio conformacional en la bacteriorrodopsina.

La conformación de la molécula retiniana cambia al absorber un fotón, produciendo un cambio conformacional en la proteína circundante y el bombeo del protón.
El color de la molécula de bacteriorrodopsina es púrpura, el más eficiente para la absorción de luz verde (longitud de onda de 500-650 nm, con el máximo de absorción en 568 nm).
La estructura terciaria tridimensional de la bacteriorrodopsina se asemeja a la de la rodopsina, el pigmento que detecta la luz en la retina de los vertebrados. Las rodopsinas también contienen una molécula retiniana, no obstante, las funciones de la rodopsina y de la bacteriorrodopsina son diferentes y no hay homología en sus secuencias de aminoácidos. La rodopsina y la bacteriorrodopsina pertenecen a la familia de proteínas receptores 7TM, pero la rodopsina es un receptor acoplado a proteínas G y la bacteriorrodopsina no lo es. La estructura de la bacteriorrodopsina fue resuelta en 1990, en el primer uso de la cristalografía de electrones para la obtención de estructuras proteínicas a nivel atómico. Desde entonces se ha utilizado como plantilla para construir modelos del otros receptores acoplados a proteínas G antes de que las estructuras cristalográficas estuvieran también disponibles para esas proteínas.
Muchas moléculas son homólogas a la bacteriorrodopsina. Estas incluyen a la halorodopsina, bomba de cloruro conducida por la luz (cuya estructura cristalina también se conoce). También se incluyen algunos canales activados directamente por la luz, tales como la canalrodopsina.
El resto de los sistemas fotosintéticos en bacterias, algas y plantas utilizan clorofila o bacterioclorofila, en vez de bacteriorrodopsina. Estos sistemas también producen un gradiente protónico, pero de una manera completamente diferente y más indirecta que implica una cadena de transporte de electrones que utiliza otras proteínas. Además, otros pigmentos conocidos como antenas ayudan a las clorofilas a capturar energía de la luz, los cuales no están presentes en los sistemas basados en bacteriorrodopsina. Por último, la fotosíntesis basada en clorofila se acopla con la fijación del carbono (la incorporación del dióxido de carbono a las moléculas orgánicas), lo que no ocurre para los sistemas basados en bacteriorodopsina. Así que es probable que la fotosíntesis se desarrollara independientemente por lo menos dos veces, una en bacterias y otra en arqueas.

## Estructura de la proteína
Es una proteína de membrana pequeña (24 kDa), la criomicroscopía electrónica de cristales bidimensionales ha descrito a la bacteriorrodopsina con una resolución de 3.5 Å, muestra 7 α-hélices con varias cadenas laterales de fenilalanina, tirosina y triptófano. El retinal atraviesa transversalmente el espacio interhelicoidal, la parte que se encuentra en el espacio extracelular contiene varios residuos polares que juegan un papel esencial en la desprotonación de la base de Schiff y liberar el protón a la superficie, pero la parte dentro de la región citoplasmática no parece tener la capacidad de conducir un protón para reprotonizarlo.  Dentro de la región citoplasmática no tiene cavidades o enlaces a moléculas de agua, si un protón se va a por esta región, un puente acuoso tiene que ser formado transitoriamente durante el ciclo. 4 ( B, C, F y en la α-hélice) de las 7 hélices tienen irregularidades. En la hélice G hay una estructura peculiar, pues hay solo un giro de una hélice π, denominado π-bulge, se identificó que en Lys-216 está unido el retinal, el cual se encuentra asociado mediante puentes de hidrógeno de las dos cadenas principales, del tipo C=O a las moléculas de agua.

## Membrana azul
La protonación de la membrana púrpura genera cambios en los rangos de absorción, dependiendo de los valores de pH. Cuando se somete a condiciones con valores de pH ácidos, la membrana púrpura se acidifica y se forma la denominada membrana azul, como resultado de la protonación de Asp 85. Existen cambios en la conformación de la membrana azul respecto a la membrana púrpura, especialmente en la hélice C. Describen que la sección extracelular de la proteína hélice C realiza una torsión hacia la hélice G, los extremos terminales y extracelulares de las hélices D, E y F se mueven hacia el centro de la estructura proteica, además de que el loop B, C que inicialmente formaba una lámina beta antiparalela en la membrana púrpura, en la membrana azul se distorsiona completamente. También observaron cambios en los bucles extracelulares de algunos residuos y cambios conformacionales importantes en las cadenas laterales de los aminoácidos Asp-38 y Glu-166, pues tendían a replegarse hacia el centro de la bacteriorrodopsina